# Museo Pio IX
Il Museo Pio IX si trova a Senigallia e raccoglie quadri, arredi e oggetti appartenuti a Pio IX e alla sua famiglia, i Mastai Ferretti.

## Sede e storia
Il Museo è ospitato nel Palazzo Mastai Ferretti, dove nacque Pio IX (al secolo Giovanni Maria Mastai Ferretti); i Mastai Ferretti si erano stabiliti a Senigallia nel 1557.

In seguito il palazzo appartenne a varie famiglie, tra cui gli Augusti o Augusti Arsilli, poi ritornò proprietà dei Mastai e alla fine del XIX secolo vi abitò l'ultima famiglia: i Bellegarde de Saint Lary (Francia).
Il museo fu aperto nel 1892, e nel 1896 fu redatto un catalogo delle opere; molte di queste, all'inizio del '900, furono vendute in un'asta a Milano e il museo fu chiuso. Il palazzo stesso venne messo all'asta ed acquisito dall'arcivescovo di New York nel 1909. Successivamente concesso in enfiteusi perpetua alla diocesi di Senigallia. Venne riaperto nel 1927, ma a causa dei gravi danni per il terremoto del 1930 fu demolito il terzo piano dell'edificio; altri cedimenti strutturali furono provocati dal terremoto del 1972. Dopo i restauri, il museo fu riaperto l'8 febbraio 1976, arricchito da nuovi contenuti di interesse storico oltre che artistico.

## Sale e opere
Al pianterreno del palazzo è collocata la biblioteca; le sale del primo piano ospitano opere d'arte, arredi sacri e oggetti appartenuti al Pontefice.
Interessante la prima sala, il Salone di Rappresentanza, dove avvenivano i ricevimenti e le cerimonie delle famiglie Mastai Ferretti e poi degli Augusti Arsilli e dei Bellegarde. È decorato da 17 tele che raccontano episodi del Vecchio Testamento, 4 sibille e un autoritratto dell'autore dei quadri, il pittore Giovanni Anastasi, nativo di Senigallia e molto noto nella sua provincia tra XVII e XVIII secolo; vi sono inoltre tre cassapanche di scuola marchigiana della stessa epoca, la cui decorazione è stata attribuita di recente a Giovanni Anastasi.
La seconda sala è denominata dell'amnistia; vi sono esposte infatti due tele con il testo dell'amnistia del 16 luglio 1846. Nei mobili d'epoca sono esposti vari oggetti usati da Pio IX, tra cui alcuni paramenti liturgici, e il soffitto decorato con stucchi è l'unico nel palazzo non danneggiato dal forte sisma del 30 ottobre 1930.
La sala dei viaggi contiene quadri che illustrano scene dei viaggi del papa, e la successiva sala del medagliere presenta una collezione di medaglie commemorative del pontificato, durato trentadue anni. Completano la sala numerose tele del 1500 - 1700, un crocefisso in avorio e un modellino della colonna collocata nel 1856 in Piazza di Spagna, in onore della Immacolata Concezione.
Nella stanza natale del papa sono conservati il letto a baldacchino e i vestiti usati durante i soggiorni a Senigallia, e presenta alcuni quadri con ritratti di Pio IX e della sua famiglia.
Attraverso un corridoio in cui sono esposti documenti sul pontificato, si accede alla piccola Cappella; sull'altare è il quadro della Madonna dei Sassoferrato.
Nell'ultima sala sono raccolte le medaglie commemorative, le medaglie ricordo e le monete emesse dalla Zecca dello Stato Pontificio negli anni 1846 - 1878.